# Шехун
Шехун (кит. спр. 射洪市, піньїнь: Shèhóng Shì) — місто-повіт у центральнокитайській провінції Сичуань, складова міста Суйнін.

## Географія
Шехун розташовується на сході Сичуані у центрі Сичуанської западини на висоті понад 330 метрів над рівнем моря, лежить на річці Фуцзян.

### Клімат
Місто знаходиться у зоні, котра характеризується вологим субтропічним кліматом. Найтепліший місяць — липень із середньою температурою 27 °C. Найхолодніший місяць — січень, із середньою температурою 6,4 °С.
| Клімат Шехуна           | Клімат Шехуна | Клімат Шехуна | Клімат Шехуна | Клімат Шехуна | Клімат Шехуна | Клімат Шехуна | Клімат Шехуна | Клімат Шехуна | Клімат Шехуна | Клімат Шехуна | Клімат Шехуна | Клімат Шехуна | Клімат Шехуна |
| Показник                | Січ.          | Лют.          | Бер.          | Квіт.         | Трав.         | Черв.         | Лип.          | Серп.         | Вер.          | Жовт.         | Лист.         | Груд.         | Рік           |
| Середній максимум, °C   | 10            | 12,3          | 17,1          | 23            | 27,3          | 29,2          | 31,6          | 31,5          | 26,7          | 21,5          | 16,7          | 10,9          | 21,5          |
| Середня температура, °C | 6,4           | 8,6           | 12,5          | 17,8          | 22,2          | 24,8          | 27            | 26,7          | 22,5          | 17,7          | 12,9          | 7,7           | 17,2          |
| Середній мінімум, °C    | 3,8           | 5,8           | 9,1           | 13,8          | 18,2          | 21,3          | 23,6          | 23,3          | 19,8          | 15,1          | 10,3          | 5,3           | 14,1          |
| Норма опадів, мм        | 13.9          | 14            | 24.9          | 56.1          | 83.8          | 136.4         | 191           | 171.5         | 122.8         | 47.9          | 22.5          | 10.9          | 895.7         |
| Вологість повітря, %    | 83            | 80            | 77            | 75            | 73            | 79            | 81            | 80            | 82            | 84            | 83            | 84            | 80.1          |
| ----------------------- | ------------- | ------------- | ------------- | ------------- | ------------- | ------------- | ------------- | ------------- | ------------- | ------------- | ------------- | ------------- | ------------- |
| Джерело: data.cma.cn    |               |               |               |               |               |               |               |               |               |               |               |               |               |